# USS Zellars (DD-777)
USS Zellars (DD-777) là một tàu khu trục lớp Allen M. Sumner được Hải quân Hoa Kỳ chế tạo trong Chiến tranh Thế giới thứ hai. Nó là chiếc tàu chiến duy nhất của Hải quân Mỹ được đặt theo tên Trung úy Hải quân Thomas Edward Zellars, người phục vụ trên thiết giáp hạm USS Mississippi, đã thiệt mạng ngày 12 tháng 6 năm 1924 trong khi nỗ lực dập tắt một đám cháy trong hầm đạn pháo. Nó đã hoạt động cho đến hết Thế Chiến II, và tiếp tục phục vụ sau đó trong Chiến tranh Triều Tiên và Chiến tranh Lạnh cho đến khi rút đăng bạ năm 1971 và được chuyển giao cho Iran. Nó tiếp tục phục vụ cùng Hải quân Iran như là chiếc Babr (DDG-7/D61) từ năm 1973 đến năm 1994. Zellars được tặng thưởng một Ngôi sao Chiến trận do thành tích phục vụ trong Thế Chiến II, và thêm bốn Ngôi sao Chiến trận khác trong Chiến tranh Triều Tiên.

## Thiết kế và chế tạo
Zellars được đặt lườn tại xưởng tàu của hãng Todd Pacific Shipyards, Inc. ở Seattle, Washington vào ngày 24 tháng 12 năm 1943. Nó được hạ thủy vào ngày 19 tháng 7 năm 1944; được đỡ đầu bởi bà Thomas M. Zellars, và nhập biên chế vào ngày 25 tháng 10 năm 1944 dưới quyền chỉ huy của Trung tá Hải quân Blinn Van Mater.

## Lịch sử hoạt động

### 1944 - 1945
Sau giai đoạn chạy thử máy huấn luyện kéo dài sáu tuần tại vùng biển ngoài khơi San Diego, California, Zellars quay trở về Bremerton, Washington để đại tu sau thử máy. Nó trải qua kỳ nghỉ lễ Giáng Sinh tại Bremerton, nhưng nhanh chóng lên đường đi Trân Châu Cảng tiếp tục hoạt động huấn luyện chiến thuật, kéo dài đến giữa tháng 3 năm 1945. Nó lên đường đi Okinawa trong thành phần một lực lượng tấn công, được phân về Đội đặc nhiệm 54.3, một phần của Lực lượng Hải pháo và Bảo vệ dưới quyền Chuẩn đô đốc Morton L. Deyo được hình thành chung quanh các thiết giáp hạm cũ.
Được tập trung tại Ulithi ở phía Tây quần đảo Caroline, Zellars cùng lực lượng đi đến khu vực quần đảo Ryūkyū vào ngày 25 tháng 3. Trong một tuần lễ tiếp theo, nó cùng các thiết giáp hạm và tàu tuần dương của Lực lượng Đặc nhiệm 54 bắn hải pháo hỗ trợ cho việc đổ bộ chiếm đóng Kerama Retto, một bước đệm cần thiết cho những hoạt động tiếp theo, và sau đó hỗ trợ cho chính cuộc đổ bộ lên Okinawa. Do hầu hết các mục tiêu đối phương nằm sâu bên trong hòn đảo, tuân theo chiến lược tương đối mới phòng thủ theo chiều sâu của Lục quân Nhật Bản, hoạt động bắn phá thường dành cho hải pháo cỡ nòng lớn của các thiết giáp hạm và tàu tuần dương hạng nặng, trong khi chiếc tàu khu trục đảm nhiệm tuần tra phòng không và bảo vệ chống tàu ngầm. Sau khi cuộc đổ bộ diễn ra thành công vào ngày 1 tháng 4, nó tiếp tục hộ tống các tàu chiến chủ lực thuộc Đội đặc nhiệm 54.3, xen kẻ với những nhiệm vụ bắn hỏa lực hỗ trợ theo yêu cầu.

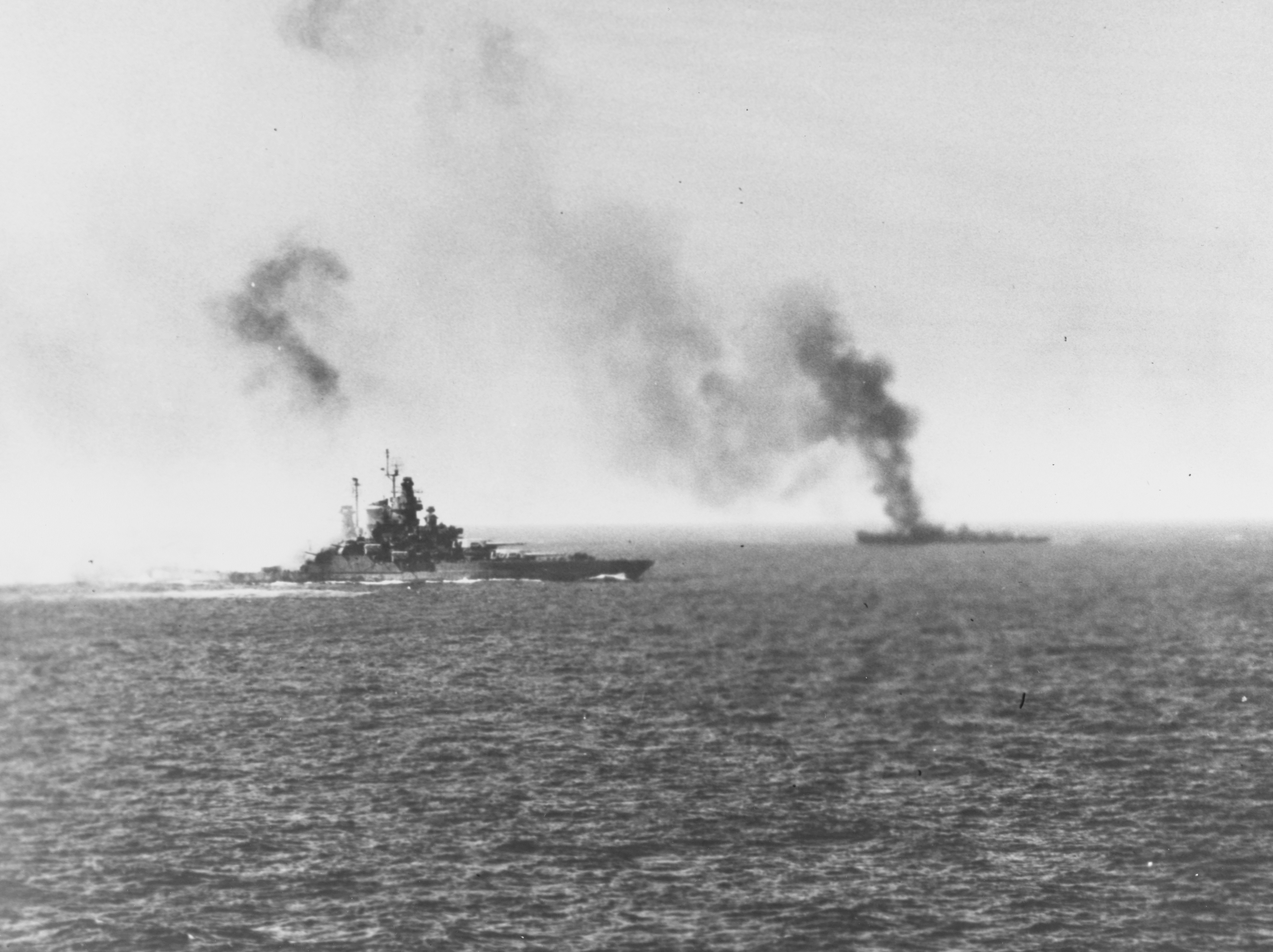
Zellars và thiết giáp hạm sau khi cả hai bị máy bay kamikaze đánh trúng vào ngày 12 tháng 4 năm 1945

Xế trưa ngày 12 tháng 4, đang khi hộ tống cho thiết giáp hạm Tennessee (BB-43), ba chiếc máy bay ném bom-ngư lôi Nakajima B6N "Jill" đã phối hợp tấn công nhắm vào Zellars, tiếp cận từ phía đuôi tàu bên mạn trái ở độ cao chỉ cách mặt nước 15 ft (4,6 m). Chiếc tàu khu trục tăng tốc lên 25 kn (46 km/h) và đổi hướng để xoay toàn bộ dàn vũ khí đối đầu với những kẻ tấn công. Nó bắn rơi chiếc máy bay dẫn đầu ở khoảng cách 1.800 yd (1.600 m) và bắn trúng chiếc thứ hai ở khoảng 3.000 yd (2.700 m) trước khi tập trung hỏa lực vào chiếc Kamikaze thứ ba, bắn trúng kẻ tấn công bằng pháo Bofors 40 mm. Tuy nhiên viên phi công Nhật vẫn xoay xở hướng máy bay của mình đâm trúng mạn trái con tàu phía trước cầu tàu, ở khoảng phòng tiếp đạn tháp pháo số 2; quả bom 500 kg (1.100 lb) nó mang theo xuyên qua nhiều vách ngăn trước khi kích nổ bên mạn phải con tàu.
Zellars tạm thời bị mất điện toàn bộ và phòng nồi hơi bị cô lập. Tuy nhiên các khẩu đội Oerlikon 20 mm phòng không phía đuôi tàu tiếp tục nổ súng đánh đuổi những kẻ tấn công tiếp theo, trợ giúp vào việc bắn hạ thêm một chiếc khác. Con tàu cố lết về vào chiều tối hôm đó, và sau khi được sửa chữa tạm thời, nó lên đường quay trở về Hoa Kỳ, về đến Terminal Island, Los Angeles, California vào ngày 1 tháng 6. Đang khi con tàu được sửa chữa những hư hại trong chiến đấu, vốn kéo dài đến hai tháng rưỡi, chiến tranh đã kết thúc.
Zellars tiến hành huấn luyện ôn tập ngoài khơi San Diego, California trong tháng 9 trước khi băng qua kênh đào Panama vào ngày 8 tháng 10 để đi sang vùng bờ Đông Hoa Kỳ, đi vào Xưởng hải quân New York vào ngày 16 tháng 10 để bảo trì. Sau khi hoàn tất, nó cùng tàu sân bay Midway (CVB-41) thực hiện chuyến đi dọc theo bờ biển Đại Tây Dương cho đến vịnh Guantánamo, Cuba, và tiếp tục đến Culebra, Puerto Rico, nơi nó thực hành bắn phá bờ biển.

### 1946 - 1950
Sau khi quay trở về Hoa Kỳ, Zellars được lệnh tiếp tục hộ tống cho tàu sân bay Franklin D. Roosevelt (CVB-42) trong chuyến đi chạy thử máy vào tháng 1 và tháng 2, 1946; chuyến đi này đưa nó viếng thăm Rio de Janeiro, Brazil từ ngày 1 đến ngày 11 tháng 2, rồi trong chặng quay trở về đã tách khỏi chiếc tàu sân bay để độc lập đi đến Pensacola, Florida. Chiếc tàu khu trục hoạt động từ cảng này cho đến ngày 22 tháng 4, khi nó lên đường đi Earle, New Jersey, nơi nó đón lên tàu những học viên sĩ quan của Học viện Hải quân Hoa Kỳ, và thực hiện chuyến đi thực tập mùa Hè kéo dài cho đến tháng 8.
Sau một đợt đại tu và chạy thử máy tại khu vực Casco Bay, Maine, Zellars được điều động sang cùng Lực lượng Tàu ngầm trực thuộc Hạm đội Đại Tây Dương vào ngày 4 tháng 10. Trong những tháng tiếp theo, nó phục vụ như tàu mục tiêu cho những cuộc thực tập huấn luyện phóng ngư lôi từ tàu ngầm. Sang tháng 1 và tháng 2, 1947, nó tham gia cuộc tập trận hạm đội quy mô lớn, là lần đầu tiên của Hải quân Hoa Kỳ kể từ cuộc tập trận Vấn đề Hạm đội XXI vào năm 1940. Nó quay trở về Norfolk vào ngày 17 tháng 3, và trong những tháng tiếp theo đã hoạt động tại khu vực bờ biển Đại Tây Dương và New England.
Vào ngày 21 tháng 7, Zellars khởi hành từ Norfolk cho một lượt hoạt động tại vùng biển Châu Âu, đi đến Plymouth, Anh mười ngày sau đó, và đã viếng thăm các cảng Anh trong một tháng tiếp theo. Đến đầu tháng 9, nó băng qua eo biển Gibraltar bắt đầu chuyến đi kéo dài ba tháng trong biển Địa Trung Hải, viếng thăm vịnh Soudha tại Crete; Taranto, Naples, Venice, Salerno và Trieste tại Ý; và Tangiers trên bờ biển Bắc Phi. Nó hoàn tất lượt hoạt động đầu tiên cùng Đệ lục Hạm đội khi về đến Boston, Massachusetts vào ngày 1 tháng 12.
Zellars đi vào Xưởng hải quân Boston cho một đợt đại tu kéo dài ba tháng, và khi rời xưởng tàu đã thực hiện chuyến đi huấn luyện ôn tập đến vịnh Guantánamo, Cuba. Nó đi đến Norfolk vào ngày 20 tháng 4, 1948 và ở lại đây trong sáu tuần nhằm chuẩn bị cho lượt bố trí tiếp theo cùng Đệ lục Hạm đội. Con tàu khởi hành từ Norfolk vào ngày 1 tháng 6 để hướng sang Địa Trung Hải, nhưng lượt hoạt động ngắn này hoàn tất khi nó quay về Norfolk vào tháng 10. Trong hai năm tiếp theo, nó thuần túy chỉ hoạt động tại chỗ từ Norfolk cùng Đệ nhị Hạm đội.

### Chiến tranh Triều Tiên
Do sự kiện lực lượng Bắc Triều Tiên tấn công xuống lãnh thổ Nam Triều Tiên vào tháng 6, 1950 khiến chiến tranh bùng nổ, Zellars cùng với Đội khu trục 162 được huy động, và đã khởi hành từ Norfolk vào tháng 8 để hướng sang Viễn Đông. Đội khu trục đi đến Yokosuka, Nhật Bản vào đầu tháng 10, nơi nó được sửa chữa và tiếp liệu trước khi đi sang vùng biển Triều Tiên. Nó ở lại vùng chiến sự trong suốt chín tháng tiếp theo, trong vai trò chủ yếu là hỗ trợ hải pháo cho cuộc chiến trên bộ của lực lượng Liên Hợp Quốc, nhưng cũng hộ tống bảo vệ cho các tàu chiến chủ lực thuộc Đệ thất Hạm đội.
Ngay sau khi đi đến vùng chiến sự vào tháng 10, Zellars lập tức tham gia chiến dịch quét mìn nhằm chuẩn bị cho cuộc đổ bộ lên cảng Wonsan. Đến cuối tháng 11, do sự can thiệp của Chí nguyện quân Trung Quốc, lực lượng Liên Hợp Quốc đã bị đẩy lùi xuống phía Nam, và chiếc tàu khu trục đã bảo vệ cho cuộc triệt thoái của một sư đoàn Hàn Quốc, rồi hỗ trợ hỏa lực cho binh lính Thủy quân Lục chiến đang phòng thủ ngoại vi Wonsan, trong khi Sư đoàn 3 Bộ binh được di tản bằng đường biển. Đến giữa tháng 12, nó chuyển đến Hŭngnam để tiếp tục hỗ trợ hỏa lực cho một cuộc triệt thoái khác của lực lượng Liên Hợp Quốc. Con tàu tiếp tục ở lại vùng biển Triều Tiên thêm sáu tháng, có mặt ở cả hai phía của bán đảo Triều Tiên, bắn hỏa lực hỗ trợ cho cuộc chiến trên bộ, và bắn pháo can thiệp phá hoại sự vận chuyển tiếp liệu dọc bờ biển của đối phương.

### 1952 - 1970
Zellars quay trở về Hoa Kỳ vào tháng 7, 1951, tiếp tục tham gia các hoạt động cùng Hạm đội Đại Tây Dương. Nó tập trung vào việc huấn luyện nâng cao năng lực chống tàu ngầm. Trong tám năm tiếp theo, nó thực hiện năm lượt biệt phái sang các vùng biển Châu Âu và Địa Trung Hải, xen kẻ với những đợt huấn luyện và tập trận dọc theo bờ biển Đại Tây Dương và vùng biển Caribe.
Vào cuối năm 1959, Zellars đi đến Xưởng hải quân Norfolk để được nâng cấp trong khuôn khổ Chương trình Hồi sinh và Hiện đại hóa Hạm đội (FRAM: Fleet Rehabilitation and Modernization), nhằm kéo dài vòng đời hoạt động thêm tám năm đồng thời đáp ứng được những thử thách của thế hệ tàu ngầm mới nhanh và mạnh hơn. Những vũ khí phòng không 40-mm và 20-mm được tháo dỡ, và sàn sau được cải biến thành một sàn đáp cho phép vận hành máy bay trực thăng không người lái Aerodyne QH-50 DASH, giúp gia tăng tầm hoạt động chống tàu ngầm của con tàu.
Khi công việc hiện đại hóa hoàn tất vào tháng 6, 1960, Zellars đi xuống phía Nam để đi đến cảng nhà mới Mayport, Florida. Từ tháng 6, 1960 đến tháng 12, 1965, nó thực hiện năm lượt biệt phái sang vùng biển Châu Âu; bốn lượt trong số đó là để hoạt động cùng Đệ lục Hạm đội tại Địa Trung Hải, và một chuyến đi thực tập cho học viên sĩ quan đến các cảng Bắc Âu. Các hoạt động cùng Đệ nhị Hạm đội dọc theo vùng bờ Đông và vùng biển Caribe bao gồm việc huấn luyện và đại tu theo định kỳ, nhưng cũng bao gồm hoạt động "cô lập" Cuba nhân vụ Khủng hoảng tên lửa Cuba vào tháng 10, 1962 cùng những cuộc thử nghiệm tên lửa Polaris phóng từ tàu ngầm.
Vào tháng 8, 1964, Zellars chuyển đến cảng nhà mới tại Newport, Rhode Island. Nó tiếp tục hoạt động tại khu vực bờ biển Đại Tây Dương, trải qua phần lớn thời gian của năm 1966 cho những hoạt động huấn luyện thường lệ, ngoại trừ một giai đoạn từ giữa tháng 5 đến giữa tháng 9 được đại tu tại Xưởng hải quân Boston. Nó dành ra phân nữa thời gian của năm 1967 để tham gia cuộc tập trận "Matchmaker III" của Khối NATO nhằm phối hợp hoạt động giữa các tàu chiến thuộc nhiều nước khác nhau. Được tổ chức từ giữa tháng 1 đến giữa tháng 8, cuộc tập trận đã đưa chiếc tàu khu trục đến vùng biển Tây Ấn, vượt Đại Tây Dương sang vùng biển Bắc Âu, vượt qua vòng Bắc Cực và sau cùng dọc theo bờ biển Canada và New England.
Đến tháng 9, 1967, Zellars quay trở lại hoạt động thường lệ cùng Đệ Nhị hạm đội. Sau khi hoàn tất cuộc tập trận "Springboard" hàng năm vào tháng 2, 1968 và được chuẩn bị tại Newport, Rhode Island, nó khởi hành đi sang Địa Trung Hải vào ngày 4 tháng 4. Lượt hoạt động cùng Đệ lục Hạm đội bao gồm các cuộc thực tập huấn luyện đơn phương và đa quốc gia thường lệ cùng những lần viếng thăm thiện chí các cảng, kéo dài cho đến ngày 27 tháng 9, khi con tàu quay trở về Newport. Sau tám tháng hoạt động thường lệ từ cảng nhà, chiếc tàu khu trục lại lên đường cho lượt biệt phái cuối cùng sang Địa Trung Hải vào ngày 9 tháng 4, 1969, kéo dài sáu tháng và bao gồm các hoạt động tập trận và thăm viếng cảng như thường lệ. Nó quay trở về Newport vào ngày 10 tháng 10, rồi được điều sang vai trò tàu huấn luyện hải quân dự bị một tháng sau đó. Nhiệm vụ này kéo dài 16 tháng, cho đến khi con tàu được cho xuất biên chế vào ngày 19 tháng 3, 1971, và tên nó được cho rút khỏi danh sách Đăng bạ Hải quân cùng ngày hôm đó.

### Babr(DDG-7)

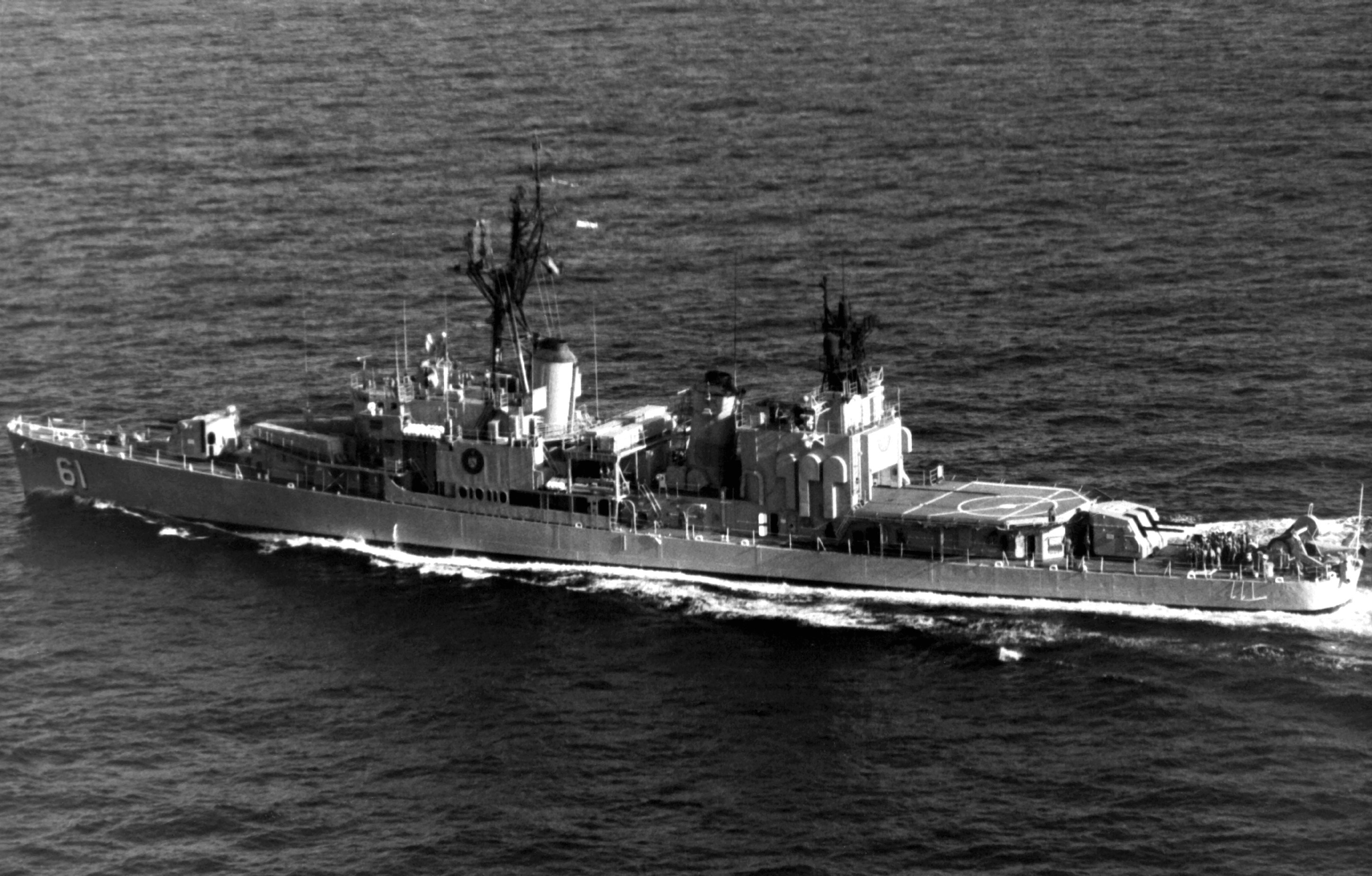
Babr vào cuối thập niên 1970.

Được dự định để bán cho Iran, con tàu đi đến Xưởng hải quân Philadelphia và được sửa chữa và nâng cấp rộng rãi trong gần hai năm tiếp theo. Nó được đổi tên thành Babr (Hổ) (DDG-7), và nhập biên chế cùng Hải quân Iran tại Xưởng hải quân Philadelphia vào ngày 12 tháng 10, 1973. Cho đến năm 1998, nó tiếp tục nằm trong thành phần Hải quân Cộng hòa Hồi giáo Iran, cho dù trong tình trạng không hoạt động từ năm 1994, và có thể đang chờ đợi để tháo dỡ.

## Phần thưởng
Zellars được tặng thưởng một Ngôi sao Chiến trận do thành tích phục vụ trong Thế Chiến II, và thêm bốn Ngôi sao Chiến trận khác trong Chiến tranh Triều Tiên.